# Faride Alidou
Faride Alidou (* 18. Juli 2001 in Hamburg-Wilhelmsburg) ist ein deutsch-togoischer Fußballspieler. Der Flügelspieler wurde überwiegend beim Hamburger SV ausgebildet und steht beim 1. FC Kaiserslautern unter Vertrag. 

## Karriere

### Im Verein
Alidou begann im Hamburger Stadtteil Wilhelmsburg bei Einigkeit Wilhelmsburg mit dem Fußballspielen und wechselte 2012 im Alter von 11 Jahren in das Nachwuchsleistungszentrum des Hamburger SV, in dem der Sohn togoischer Eltern fortan alle Nachwuchsmannschaften durchlief. Der Flügelspieler spielte u. a. in der Saison 2017/18 mit den B1-Junioren (U17) in der B-Junioren-Bundesliga sowie in den Spielzeiten 2018/19 und 2019/20 (bis zur Winterpause) mit den A-Junioren (U19) in der A-Junioren-Bundesliga. Im Januar 2020 wurde Alidou ein halbes Jahr vor dem Ende seiner Juniorenzeit in die zweite Mannschaft hochgezogen, für die er zuvor bereits parallel 5 Spiele (ein Tor) in der viertklassigen Regionalliga Nord absolviert hatte. Nach 2 weiteren Regionalligaeinsätzen konnte die Spielzeit ab März 2020 aufgrund der COVID-19-Pandemie nicht mehr fortgeführt werden. Zur Saison 2020/21 verpasste der 19-Jährige den Sprung in die Profimannschaft von Daniel Thioune, die in der 2. Bundesliga spielte, und gehörte fortan weiterhin der zweiten Mannschaft an. Für diese absolvierte er 10 Regionalligaspiele (7-mal von Beginn) und erzielte ein Tor, ehe auch diese Spielzeit aufgrund der Corona-Pandemie ab November 2020 nicht mehr fortgeführt werden konnte.
Nach den ersten beiden Spieltagen der Regionalligasaison 2021/22, bei denen Alidou durch gute Leistungen überzeugen konnte, beorderte ihn der neue Cheftrainer der Profis, Tim Walter, in das Training der Zweitligamannschaft. Nach 3 Spielen als ungenutzter Einwechselspieler und weiteren Einsätzen in der Regionalliga Nord debütierte er am 16. Oktober 2021 in der 2. Bundesliga, als er bei einem 1:1-Unentschieden gegen Fortuna Düsseldorf in der Schlussphase eingewechselt wurde. Der Flügelspieler entwickelte sich in der Folge zum Stammspieler und kam bis zur Winterpause auf insgesamt 9 Zweitligaeinsätze (7-mal von Beginn), in denen er 2 Tore erzielte und 4 weitere vorbereitete. In der Winterpause lehnte Alidou eine Verlängerung seines zum Saisonende auslaufenden Vertrags ab, um anschließend zum Erstligisten Eintracht Frankfurt zu wechseln. Verhandlungen über einen sofortigen Transfer in der Wintertransferperiode scheiterten an unterschiedlichen Ablösevorstellungen. Nach der Winterpause konnte Alidou seine Leistungen nicht bestätigen, sodass er im Laufe der Rückrunde seinen Stammplatz verlor. Es folgten 14 weitere Zweitligaeinsätze, bei denen der Flügelspieler nur noch 8-mal in der Startelf stand und kein Tor mehr erzielte. Der HSV belegte den 3. Platz und scheiterte in der Relegation an Hertha BSC; Alidou kam in beiden Spielen nicht zum Einsatz.
Zur Saison 2022/23 wechselte Alidou schließlich ablösefrei in die Bundesliga zu Eintracht Frankfurt. Er unterschrieb beim amtierenden Europa-League-Sieger einen Vertrag bis zum 30. Juni 2026.
Mitte August 2023 wurde er für den Rest der Saison an den Ligakonkurrenten 1. FC Köln ausgeliehen. Im Sommer kehrte er nach Frankfurt zurück, wurde aber erneut verliehen, diesmal an Hellas Verona. Der Leihvertrag wurde im Januar 2025 aufgelöst, woraufhin er auch seinen Vertrag bei Eintracht Frankfurt auflöste und zum 1. FC Kaiserslautern ging.

### In der Nationalmannschaft
Alidou kam im Mai 2016 unter Michael Feichtenbeiner zu einem Einsatz für die U15-Nationalmannschaft. Im Oktober 2019 folgten unter Marc-Patrick Meister 4 Einsätze für ein U19-Perspektivteam. Da die Einsätze in der U15 und im U19-Perspektivteam gegen Auswahlen von deutschen Landesverbänden stattfanden, zählen diese nicht als offizielle Länderspiele.
Kurz nach seinen ersten Zweitligaeinsätzen wurde Alidou Anfang November 2021 von Christian Wörns in die deutsche U20-Nationalmannschaft berufen. Dabei kam er bei einem 3:2-Sieg gegen Frankreich, bei dem er die zwischenzeitliche 2:1-Führung erzielte, erstmals in einem Länderspiel zum Einsatz. Einige Tage später folgte ein weiteres Spiel.
Im März 2022 wurde Alidou von Antonio Di Salvo für die folgenden Qualifikationsspiele der U21-Nationalmannschaft für die U21-Europameisterschaft 2023 nachnominiert und kam in diesem Rahmen erstmals zum Einsatz. Bei der Endrunde kam Alidou in 2 von 3 Vorrundenspielen zum Einsatz, ehe die Mannschaft ausschied. Anschließend war er aus Altersgründen nicht mehr für die U21 spielberechtigt.